# Kanadská reneta

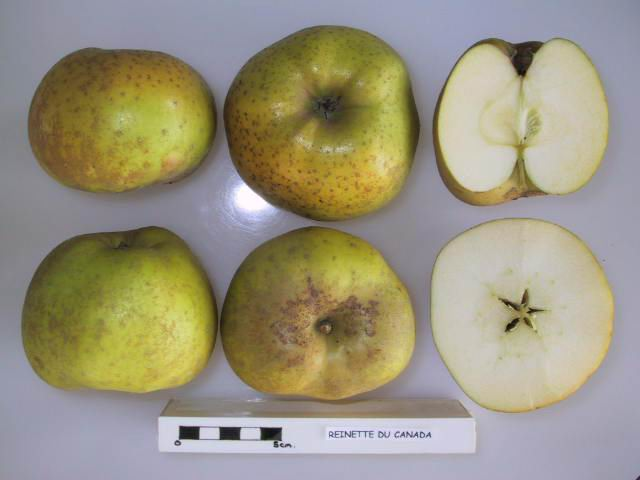
Kanadská (Kmínová) reneta

Kanadská (Kmínová) reneta (Malus domestica 'Kanadská reneta')  je ovocný strom, kultivar druhu jabloň domácí z čeledi růžovitých. Řadí se mezi zimní odrůdy jabloní. 

## Historie

### Původ

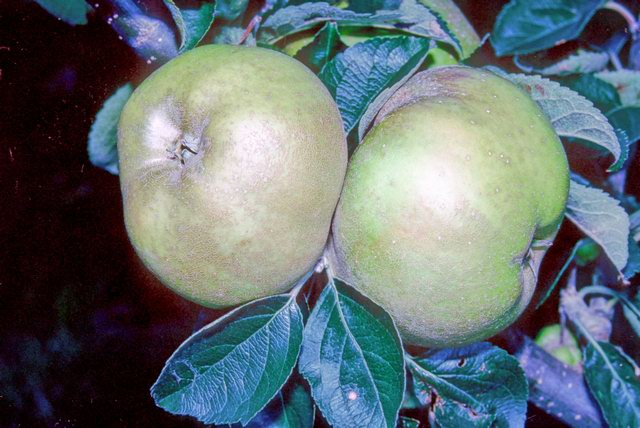
Kanadská (Kmínová) reneta - plody a listy

Nejstarší záznamy o této velmi staré odrůdě jabloně jsou z roku 1771. Její původ ale není zcela jasný. Někteří pomologové[kdo?] se domnívali, že pochází z Francie, protože se jí v některých oblastech říkalo „Reneta pařížská rambourová“ a lidově byla označována jako „Pařížské jablko“. Samotní Francouzi je nazývali „Kanadská reneta“, takže je pravděpodobné, že do Francie byla tato odrůda dovezena a její původ je severoamerický, respektive kanadský. V minulosti byla rozšířena ve všech státech, kde se pěstují jabloně, nejvíce ve Francii a Itálii. Na českém území se pěstovala od dávných dob, většinou v teplejších oblastech, ale nepatřila mezi velmi rozšířené odrůdy. I přesto se vedle této odrůdy na Moravě vyskytla nová odrůda, a sice reneta kmínová pruhovaná, která zde jako nová původní odrůda byla více rozšířena než reneta kmínová kanadská. Vedle těchto dvou odrůd se na Moravě vyskytla také třetí odrůda renety kmínové, a to reneta kmínová šedá (kožená), která se od původní renety liší pouze svým plným koženým povlakem.

### Současné rozšíření
V současnosti se tato stará odrůda vyskytuje jen ve starých výsadbách nebo u pěstitelů, kteří se zabývají pěstováním a záchranou tradičních starých odrůd. Nově se vysazuje velmi málo, protože byla nahrazena novými, chuťově kvalitnějšími odrůdami.

## Charakteristika

### Vzrůst
Růst je v mládí velmi bujný, dobře obrůstá krátkým až středním plodonosným dřevem, a proto je důležitý delší výchovný řez. V pozdějších letech je nutný jen pravidelný průklest. Vytváří velikou, plošně kulovitou korunu, která má široce rozložitý tvar, je poměrně řídká, větve jsou nasazeny v téměř pravém úhlu, později jsou převislé. Dříve se pěstovala především na vyšších tvarech, jako jsou vysokokmeny, případně polokmeny. Lze ji pěstovat i na zákrskových tvarech, ale má na nich poměrně nízkou produktivitu a nehodí se na pěstování v ovocných stěnách.

### Letorosty, listy, květy a plody

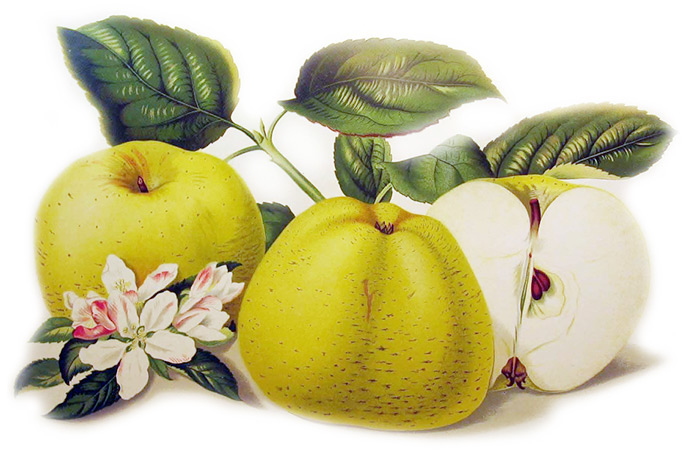
Kanadská (Kmínová) reneta

Letorosty tvoří četné, dlouhé a silné s hustým tmavozeleným lesklým a tuhým, koženým listem. Doba kvetení je polopozdní, kvete 7. – 8. den jabloňového květu. Kvete postupně, zdlouhavě, takže i v případě pozdních mrazíků některé květy přežijí a strom tak přináší každoroční úrodu. Květy jsou středně velké, ploché nebo široce talířovité nažloutle bílé, slabě narůžovělé. Kanadská (Kmínová) reneta je špatný opylovač, protože kvete středně pozdě. Mezi vhodné opylovače patří Ananasová reneta, Baumanova reneta, Berlepschova reneta, Boikovo, Coxova reneta, Gdanský hranáč, Jonathan, Krasokvět žlutý, Landsberská reneta, Malinové holovouské, Oldenburgovo, Ontario, Sudetská reneta, Zvonkové. Neopyluje se Parménou zlatou zimní a Hájkovou muškátovou renetou. Plod má základní barvu zelenou. Zralý plod je bronzověžlutý, na sluneční straně má někdy hnědočervené líčko, lehce porezavělé. Červené vybarvení je nepatrné. Lenticely tvoří nápadné velké protáhlé rzivé tečky kmínovitého tvaru, typické pro tuto odrůdu, a jsou často sloučené do mramorované rzivosti. Velikost plodů je větší až velká, 150 – 400 g, a tvar je nevyrovnaný, zploštělý, až zploštěle kulovitý, pětihranný, žebernatý přes celý plod. Slupka je hladká, matná, místy rzí jemně zdrsnělá, na pohled méně vzhledná. Dužnina je bělavě žlutá, křehká, později jemná, někdy mírně zrnitá, dosti šťavnatá, po rozkrojení brzy hnědne. Chuť je sladce navinulá, renetovitě kořeněná, s příjemným aromatem, dobrá až velmi dobrá, má vysoký obsah antioxidantů.

### Poloha pro pěstování
Vhodné polohy pro pěstování jsou teplejší, nižší až střední do 450 m n. m., chráněné proti severním větrům s vlhčím ovzduším. Kanadská reneta vyžaduje půdu, která je výživná, hluboká s dostatečnou vláhou a lehce se vyhřívá. Je vhodné přihnojování půdy. Pro sušší nebo těžké jílovité půdy je tato odrůda nevhodná. Je vhodná pro pěstování v zahradách a sadech. Nehodí se na výsadbu kolem silnic a polních cest, protože vytváří rozložité a později převislé koruny.

### Plodnost a zralost
Začátek plodnosti je 6.–7. rok po výsadbě. Plodnost je pozdní až velmi pozdní. Plody začínají dozrávat v druhé polovině října, dříve sklizené se nevybarví a vadnou. Konzumní zralost nastává v prosinci kolem Vánoc. Skladovatelné jsou do února, ve sklepech s dobrou vlhkostí až do dubna, či května. Na skladování jsou poměrně náročné, vyžadují vyšší vlhkost vzduchu, jinak vadnou a dužnina vysychá, čímž se velmi zkracuje konzumní zralost. Jablka této odrůdy mají dobrou schopnost k přepravě, protože plody netrpí na otlačení. U této odrůdy nedochází k alternaci, plodí každoročně, ale velikost úrody je střídavá. Hojně plodí každý druhý nebo třetí rok.

### Odolnost
Mladé stromy kmínové renety mají malou odolnost ve dřevě vůči mrazům, ale i starší stromy jsou choulostivé na větší mrazy. Vůči strupovitosti je tato odrůda středně odolná, padlím trpí méně. Na vlhkých stanovištích a v těžkých mokrých půdách trpí rakovinou. Na otlaky netrpí, ale pokud k nim dojde, tak dochází k rychlé hnilobě. Po brzkém sčesání nebo v suchém sklepu plody rychle vadnou a křenčí. Doporučuje se ihned po sklizni plody uskladnit ve vlhkém sklepu a nenechávat je venku.

### Využití
Dříve se hojně využívalo jako cenné stolní a obchodní ovoce. V současnosti je tato stará odrůda nahrazena novými, chuťově lepšími odrůdami. V dnešní době se dá využít na výrobu jablečného vína, povidel, štrůdlů nebo na sušení.

## Další názvy
V českých zemích se jí také říkalo Reneta hranatá, Reneta kanadská, Reneta pařížská, Reneta tamburová.

### Ostatní názvy
Kanadská (Kmínová) reneta má nejvíce jmen ze všech druhů jablek na světě.
Kanada Renette, Kanadarenette, Kmínová reneta, Pariser Rambour, Pariser Rambour, Reinette Blanche du Canada, Reinette du Canada, Renet Kanadskij, Reneta kmínová, Renetta Kanadyjska, Reneta kmínová, Reneta kanadská, Reneta pařížská, Reneta hranatá, Reneta ramburová, Harlémská reneta, Windsorská reneta, Ženská reneta, Bílá antillská zimní renetka, Pariser Rambour Renette, Canada Renette, Kanadyjskie, Reneta kanadyjska, Prasomila canadensis, Amerikanischer Romanite, Pomme de Bretagne Canadian Renette, Cerina di Roma, Dittrich’s Pracht Renette, Gold Renette, Grosse Englische Renette, Grosse Reinette d’Angleterre, Grosse Reinette du Canada, Harlemer Reinette, Januarea, Mela Januarea, Michael Henry Pepping, Murner Reinette, Österreichische National Renette, Pomme du Caen, Portugal Apple, Portugal Russet, Pracht Reinette, Reinette d’Andilly, Reinette Canada, Reinette á Côtes, Reinette de Caen, Reinette de Canada, Reinette de (du) Canada Blanche, Reinette de (du) Canada à Côtes, Reinette Grandville, Reinette Grise d’Automne, Reinette Grise du Canada, Reinette Grosse d’Angleterre, Reinette Grosse de (du) Canada, Reinette Incomparable, Reinette Monstruesue du Canada, Reinette Virginale, Reinette von Canada, Riegel Reinette, Rumelin’s Reinette, Sainte-Helena, Saint-Helena Russet, Stern Renette, Surpasse Reinette d’Angleterre, Unvergleichliche Renette, Vaugoyeau, Wahre Renette, Weiber Renette, Weisse Antillische Renette Weise Antillische Winter Renette, Windsor Renette, Reinette monstreuse du Canada, Pariser Rambour-Reinette, Weiber-Reinette, Weisse antillische Reinette, Reinette du Canada blanche, De Caen.